# 胖公主
《胖公主》是PlayStation Network的網絡下載遊戲，Titan Studios和Atomic Operations開發，索尼電腦娛樂發行。PS3版于2009年7月30日发售。PSP版名为《胖公主：蛋糕一把抓》，于2010年3月发售。

## 遊戲玩法

### 職業
工人
武器為斧頭，可砍樹、挖礦、升級、建造和修復建築，升級後可丟炸彈。生命值是4顆心。
戰士
武器為劍和盾，舉盾可抵擋物理攻擊，升級後可用大刀，可蓄氣攻擊和到有火的地方把武器點火。生命值是6顆心。
法師
使用火魔法，擊中敵人後可造成持續傷害，升級後可使用冰魔法，擊中敵人後可使敵人結冰或降速，可進行遠距攻擊單一敵人或範圍攻擊複數的敵人。生命值是4顆心。
祭師
使用白魔法，可遠距治療單一隊友或範圍治療複數的隊友，升級後可使用黑魔法，可遠距詛咒單一敵人造成持續傷害並為自己補充體力，或可範圍攻擊複數的敵人使敵人陷入暈眩狀態。生命值是4顆心
弓箭手
武器為弓箭，升級後可用獵槍，可到有火的地方把武器點火。生命值是5顆心。
村民
最初的職業，沒有帽子、武器，可攻擊敵人使手上的東西掉落。生命值是2顆心。

## 外部連結
- （英文）IGN: Fat Princess （页面存档备份，存于）
- （英文）Fat Princess<<Supervillain Studios
- （英文）Titan Studios Dev Blog （页面存档备份，存于）